# Гнездище (Минская область)
Гнезди́ще (бел. Гняздзішча) — деревня в Мядельском районе Минской области Белоруссии, входит в состав Старогабского сельсовета.

## История
По состоянию на 1868 год деревня была в составе Мядельской волости (Виленский уезд Виленской губернии). В 1921 году вошла в состав Мядельской гмины Виленского воеводства. В составе Старогабского сельсовета c 1954 года. С 1948 года деревня колхоза им. Ленина, с 1954 — колхоза «Путь Ильича».
По состоянию на 1997 год население Гнездища составляло 5 человек. Пик численности приходился на 1940 год (47 жителей).